# ディルク・ニーベル

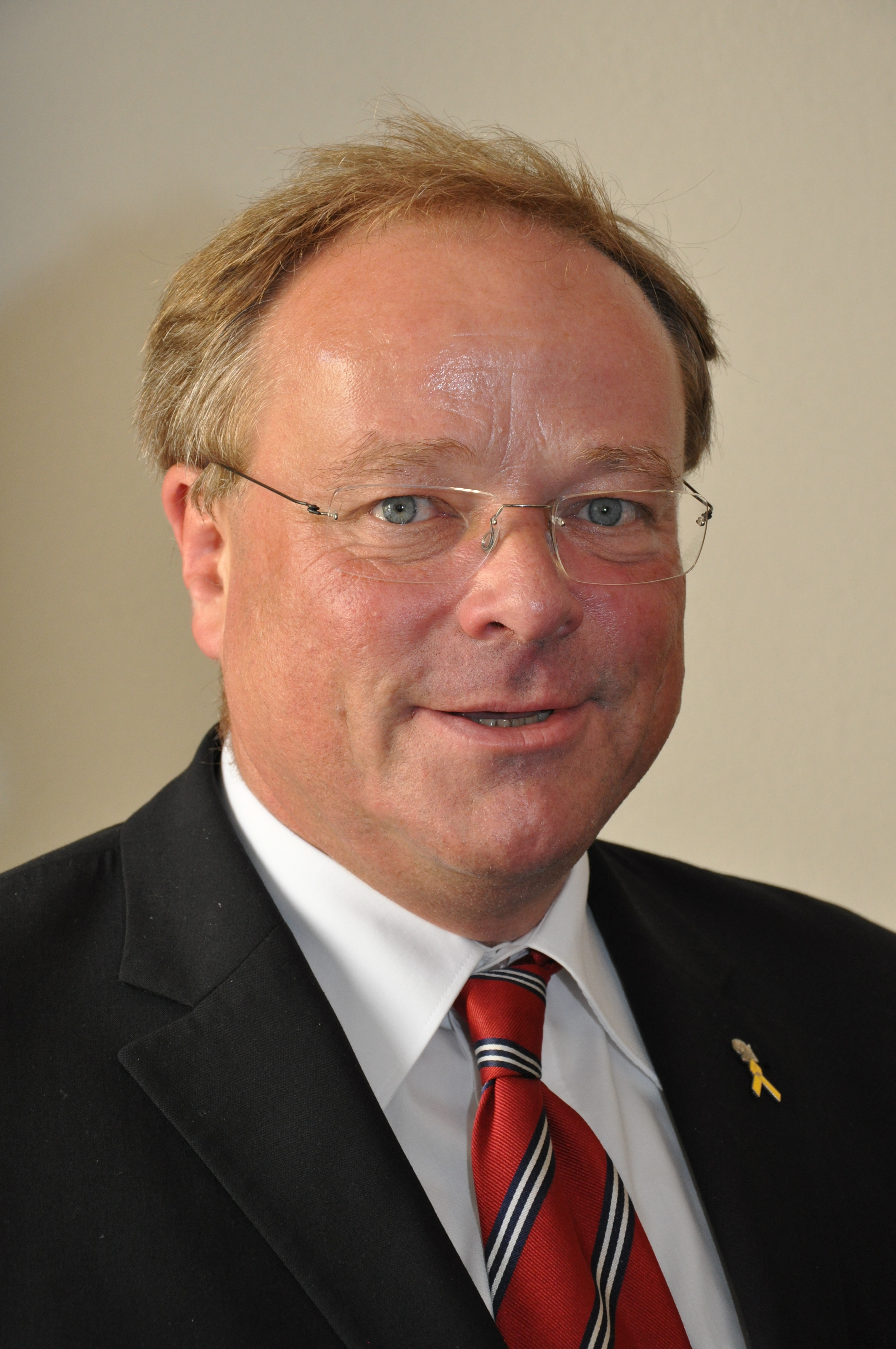
ニーベル（2007年10月）

ディルク・ニーベル（Dirk Niebel，1963年3月29日 – ）は、ドイツの政治家。所属政党は自由民主党（FDP）。FDP事務局長を経て、2009年より第2次メルケル内閣で経済協力相を務める。

## 来歴
ハンブルクに生まれる。1983年に高等専門学校を卒業後、1年間イスラエルのキブツで生活する。ついで8年間ドイツ連邦軍のパートタイム職業軍人となり、降下猟兵旅団の偵察部隊で小隊長を務め、現在予備役大尉である。さらにマンハイム連邦公共行政高等専門学校で行政学を学び、1993年に学士号を取得した。1993年から1998年までハイデルベルク労働局のジンスハイム職業斡旋所で働いた。
生徒当時の1977年からドイツキリスト教民主同盟（CDU）の青年団組織に加入しており、1979年には同党に入党した。しかし1981年に離党。1990年に自由民主党・民主国民党（FDP/DVP）に入党し、ハイデルベルクに同党の青年団組織を創設した一人になった。1998年にドイツ連邦議会議員に初当選し、FDP議員団労働問題スポークスマンに就任。同年よりドイツ連邦議会ドイツ・イスラエル友好議員連盟副会長を務める。2000年よりドイツ・イスラエル協会副会長に就任。2002年から2005年まで党議員団バーデン＝ヴュルテンベルク州グループ代表。2003年に党連邦執行委員に選出され、フリードリヒ・ナウマン財団の管理役に就任した。2004年にハイデルベルク市議会議員に当選（2005年まで）。2005年3月の党大会で、ギド・ヴェスターヴェレ党首の推薦により党事務局長に選出され、92.4％の賛成で承認された。ニーベルは連邦労働庁の大改革を主張しており、現状は雇用調整ではなく失業保険のための調査機関の役割しか果たしていないと主張している。
2009年ドイツ連邦議会選挙後にCDUとFDPの連立による第2次メルケル内閣が成立すると、ニーベルは経済協力相として入閣した。ただし総選挙の選挙戦では、ニーベルは経済協力相のポストを解消し外務省に統合すべきだと主張していた。就任直後の10月、中華人民共和国とインドに対するドイツの経済援助を、両国が経済大国になったので停止したい旨を発表した。経済危機に対しては最も必要とされる場所に集中して対処したいと発言している。ニーベルの就任や仕事ぶりは一部の援助団体から批判を受けている。「デア・シュピーゲル」誌の報道によれば、ニーベルは就任以来自分の身近に信頼する者を省の要職に登用しており、その中にはフリーデル・エッゲルマイヤー退役中佐がおり、アフリカ・中東局長を務めている。同年よりドイツ・ラグビー協会会長を務める。
2013年ドイツ連邦議会選挙でFDPは得票率が5％に満たず、少数政党の乱立を防ぐ目的のいわゆる5％条項により全議席を失った。ニーベルも議席を失い、FDPが下野したため大臣職を離れた。2015年からは軍需産業ラインメタル社のロビイストを務めている。この就任には「連邦議会議員当時の投票行動に対する報償」との批判もある。